# جام باشگاه‌های تهران ۱۳۶۰
جام باشگاه‌های تهران ۱۳۶۰ دوره‌ای از مسابقات جام باشگاه‌های تهران بود که در سال ۱۳۶۰ انجام شد و با قهرمانی هما به اتمام رسید. این دوره از باشگاه‌های تهران خرداد ماه آغاز شد و تا اواخر پاییز ادامه داشت. در این دوره از بازیها تیم هما با کسب ۲۱ امتیاز اول شد و پرسپولیس با ۱۷ امتیاز در جایگاه دوم جدول قرار گرفت و تیمهای بانک ملی و استقلال هر دو با ۱۶ امتیاز سوم و چهارم شدند

## جدول رده‌بندی
| رتبه | باشگاه     | بازی | برد | مساوی | باخت | گل‌زده | گل‌خورده | امتیاز |
| ---- | ---------- | ---- | --- | ----- | ---- | ----- | ------- | ------ |
| ۱    | هما        | ۱۳   | ۹   | ۳     | ۱    | ۲۵    | ۸       | ۲۱     |
| ۲    | پرسپولیس   | ۱۳   | ۵   | ۷     | ۱    | ۱۹    | ۱۴      | ۱۷     |
| ۳    | بانک ملی   | ۱۳   | ۵   | ۶     | ۲    | ۲۱    | ۱۲      | ۱۶     |
| ۴    | استقلال    | ۱۳   | ۵   | ۶     | ۲    | ۱۵    | ۱۰      | ۱۶     |
| ۵    | راه‌آهن     | ۱۳   | ۳   | ۹     | ۱    | ۱۲    | ۷       | ۱۵     |
| ۶    | شاهین      | ۱۳   | ۳   | ۹     | ۱    | ۱۰    | ۵       | ۱۵     |
| ۷    | آرارات     | ۱۳   | ۳   | ۸     | ۲    | ۱۰    | ۸       | ۱۴     |
| ۸    | بوتان      | ۱۳   | ۶   | ۱     | ۶    | ۱۵    | ۱۶      | ۱۳     |
| ۹    | اکباتان    | ۱۳   | ۴   | ۵     | ۴    | ۹     | ۱۰      | ۱۳     |
| ۱۰   | برق        | ۱۳   | ۲   | ۶     | ۵    | ۷     | ۱۳      | ۱۰     |
| ۱۱   | کیان       | ۱۳   | ۳   | ۴     | ۶    | ۱۲    | ۲۲      | ۱۰     |
| ۱۲   | تهران‌جوان  | ۱۳   | ۳   | ۳     | ۷    | ۲۰    | ۲۴      | ۹      |
| ۱۳   | صنعت نفت   | ۱۳   | ۲   | ۵     | ۶    | ۱۰    | ۱۷      | ۹      |
| ۱۴   | صنایع دفاع | ۱۳   | ۰   | ۴     | ۹    | ۸     | ۲۸      | ۴      |

منبع

## گلزنان برتر
| # |               | تعداد گل | تیم      |
| - | ------------- | -------- | -------- |
| ۱ | ناصر محمدخانی | ۱۱       | بانک ملی |
| ۲ | حسین فداکار   | ۷        | هما      |

منبع